# Erik McCoy
Erik Chrstopher McCoy (San Antonio, Texas, 27 de agosto de 1997) más conocido como Erik McCoy, es un jugador profesional estadounidense de fútbol americano que se desempeña en la posición de center en New Orleans Saints, equipo de la National Football League (NFL).

## Carrera
Fue seleccionado en la segunda ronda en la Reunión Anual de Selección de Jugadores de la NFL de 2019. Hizo su debut profesional con el equipo New Orleans Saints, donde lleva jugando cinco temporadas.